# 海軍內閣 (德意志帝國)
海軍內閣（德語：Marinekabinett）是德意志帝國的一個海軍機關，存在於1889至1918年間，直屬於德國皇帝，為其負責軍官的配備和服役的人事工作，也是替最高統帥的德皇諮詢的私人參謀組織。陸軍相對應的組織是「軍事內閣」。
1918年10月28日，「海軍內閣」併入「國家海軍部」。

## 辦公廳主任
- 古斯塔夫·馮·薩登-比布朗（德语：Gustav von Senden-Bibran）—1889至1906年
- 格奧爾格·亞歷山大·馮·繆勒（英语：Georg Alexander von Müller）--1906至1918年